# Capela de São Pedro Gonçalves do Corpo Santo
A Capela de São Pedro Gonçalves do Corpo Santo é uma igreja do século XVIII em Salvador, Bahia, Brasil. A igreja é dedicada a São Pedro González; São José também é venerado pela congregação. A igreja pertence à Arquidiocese de São Salvador da Bahia. A igreja é sede da Irmandade de São José do Corpo Santo, que também administra a propriedade.

## História
A Capela de São Pedro Gonçalves do Corpo Santo foi fundada por Pedro Gonçalves em 1711, um marinheiro espanhol. Entretanto Monsenhor Manoel de Aquino Barbosa considera em seu livro "Retalhos de um Arquivo" (1972), que a capela é muito mais antiga. Sua tese baseia-se na descrição de uma ermida a São Frei Pedro Gonçalves no livro Santuário Mariano que seria anterior a Paróquia da Conceição da Praia e a uma outra descrição do explorador inglês William Dampier em sua viagem à Bahia em 1699.
Tirando estas ressalvas com relação ao período de construção, o fato é que Gonçalves construiu a igreja depois de sobreviver a uma tempestade na Baía de Todos os Santos para cumprir uma promessa.
A capela serviu como igreja paroquial de 1736 a 1756 até a conclusão da Igreja de Nossa Senhora da Conceição da Praia, hoje conhecida como Basílica da Imaculada Conceição, Salvador. Gonçalves construiu a igreja com uma fachada voltada para a Baía de Todos os Santos; mais tarde, ele reduziu o tamanho da estrutura pela metade e mudou a direção da fachada e do interior. A capela aparece em vários documentos de diferentes épocas, como no Prospecto de Caldas, de 1756, na ilustração de Charles Landseer, de 1826, na fotografia de Rafael Castro y Ordoñez, de 1862. José Eduardo Freire de Carvalho Filho, intendente de Salvador, ordenou uma grande modificação da igreja em 1902. A rua Santos Dumont, uma avenida atrás da igreja, foi ampliada. Isso exigiu uma reconstrução da fachada da igreja. A igreja agora está ante uma rua estreita e pequenas lojas.
A igreja passou por inúmeras reformas e renovações nos séculos 20 e 21. O telhado, esquadrias, grades e revestimentos foram restaurados em 1952. A igreja foi fechada para reforma em 2009. Mas as obras só começaram em 2016 e a igreja reabriu em 2018. O teto da igreja, certa vez pintado de azul, foi dourado no início da história da igreja. O interior da nave e da capela-mor foram totalmente cobertos de folhas de ouro como parte da reforma.

## Estrutura

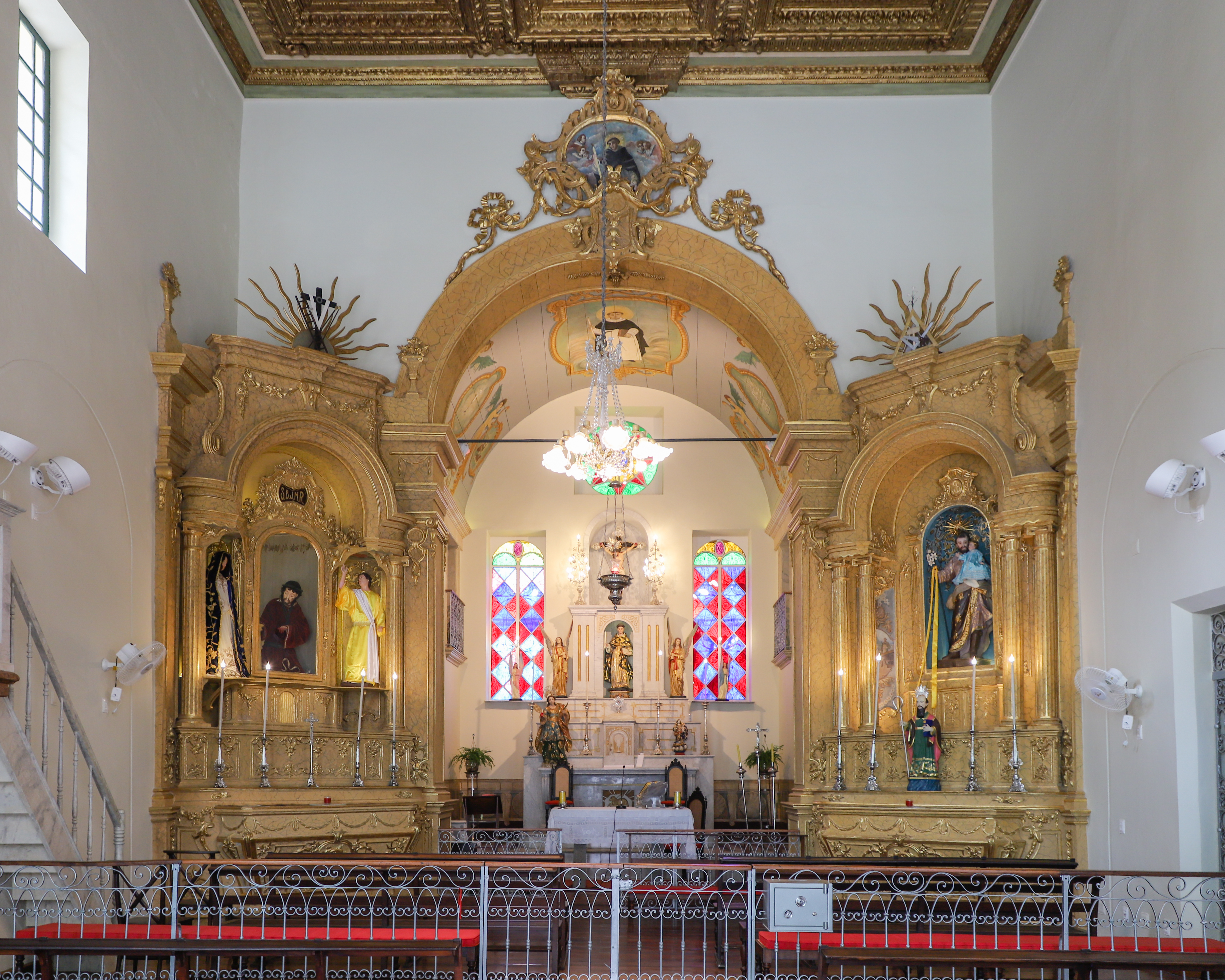
Vista interna.

A igreja é construída em alvenaria de pedra e cal. O teto é de madeira gamela. Supõe-se que o forro da nave é da época de construção.
A capela abriga uma imagem de Nosso Senhor da Redenção, atribuída a Francisco das Chagas, também conhecido como Cabra. É uma das esculturas barrocas mais importantes do Brasil. Também destacam-se a imagem do Senhor dos Passos e o crucifixo do altar-mor.
O interior da igreja é simples e se assemelha a capelas rurais da Bahia dos séculos XVII e XVIII; o térreo é constituído por nave, capela-mor e sacristia. Uma sala de reuniões da Irmandade está acima da sacristia.

## Tombamento
A Capela de São Pedro Gonçalves do Corpo Santo, tanto a estrutura quanto seu conteúdo, foi tombada como uma estrutura histórica pelo Instituto Nacional do Patrimônio Histórico e Artístico em 1938 sob a inscrição número 122.